# María Ester Grebe
María Ester Grebe Vicuña (11 de julio de 1928 - 1 de noviembre de 2012) fue una antropóloga y etnomusicóloga chilena que estudió los pueblos originarios de Chile.

## Biografía
Grebe nació en 1928 en Arica, Chile.  Se tituló de musicóloga en la Universidad de Chile en 1965.  Posteriormente continuó sus estudios en etnomusicología y antropología en la Universidad de California y la Universidad de Indiana. Se doctoró en musicología en la Queen's University de Belfast, en 1980.
Grebe se dedicó principalmente a investigar a los pueblos indígenas de Chile, viajando por el país para asistir a festivales y ceremonias, donde cubrió una amplia variedad de temas en sus investigaciones.  Fue académica en el Departamento de Antropología de la Universidad de Chile hasta su jubilación en 2008. También trabajó en el Departamento de Medicina de la misma institución, estudiando medicina tradicional mapuche, aunque se destacó en el campo de la etnomusicología, estudiando las tradiciones musicales de los mapuches y otros pueblos indígenas de Chile.  En 1964 y 1977 recibió la beca Guggenheim para continuar sus investigaciones musicológicas. 
Publicó varios libros, incluyendo Culturas indígenas de Chile: un estudio preliminar de 1998 y El verso chileno: un estudio sobre el arcaísmo musical de 1967. .
En 2012, la organización Ethnomedia publicó una colección en dos volúmenes de grabaciones producidas por Grebe en comunidades indígenas del norte de Chile, titulada Aymara 1976-1977 y Aymara 1976-1983.
Grebe falleció a los 84 años en Santiago.

## Libros
- The Chilean Verso: A Study in Musical Archaism. University of California (1967)
- Culturas Indígenas de Chile. Editorial Pehuén (1998)[9]

## Legado
Tras su muerte, el antropólogo Mauricio Pineda de Ethnomedia la llamó "una de las etnomusicólogas más distinguidas del continente". Desde su muerte, el Archivo María Ester Grebe Vicuña, administrado por su familia, ha publicado constantemente grabaciones etnográficas de sus archivos. 
En 2022, el Departamento de Antropología de la Universidad de Chile, junto al Archivo María Ester Grebe y la Sociedad Folclor Chileno iniciaron un seminario anual sobre su obra. La primera edición se tituló "Del Archivo a la Investigación: libretas, imágenes y cintas de trabajo de campo de la profesora Grebe".